# Marmais
Marmais (búlgaro: Мармаис) (muerto en 924), fue un comandante militar, noble y komita (duque) de una región del oeste de Bulgaria (Sredets o Macedonia) durante el reinado del emperador Simeón I (893-927). Era un descendiente de una antigua familia búlgara. Participó activamente en la guerra entre bizantinos y búlgaros, pero es más conocido por sus campañas contra la insurrección serbia y el principado de Raška.
En 917 el príncipe serbio Pedro Gojniković, quien fue un aliado del emperador búlgaro, cambió abiertamente de bando y apoyó a los bizantinos. Este peligro en la retaguardia búlgara jugó un papel importante en el retraso del avance hacia Constantinopla después de la contundente victoria en Anquialo. En el otoño de ese año Simeón envió una fuerza de expedición punitiva contra los serbios, liderados por Teodoro Sigritsa y Marmais. Convencieron a Pedro Gojniković a su encuentro, lo capturaron y lo enviaron a Preslav. Señalaron a su primo, Pablo Branović, como el próximo gobernante de Raška pero después de tres años también traicionó su alianza con Bulgaria. Marmais lo cambió con Zaharije Pribisavljević sino que también empezó acciones hostiles contra Bulgaria en 924. Marmais y Sigritsa llevaron un pequeño ejército contra él, pero fueron emboscados y derrotados, y sus cabezas fueron enviadas posteriormente a los bizantinos.
La muerte de Marmais causó una gran campaña contra el principado serbio, que fue totalmente derrotado y se convirtió en provincia búlgara en 924.